# Feliciano Cavalcanti da Cunha Rego
Feliciano Cavalcanti da Cunha Rego, primeiro e único barão de Timbaúba (Pernambuco,  — , ) foi um nobre brasileiro.
Agraciado barão por decreto de 20 de julho de 1889, foi também coronel da Guarda Nacional.